# Stingray Juicebox
Stingray Juicebox est une chaîne de télévision musicale canadienne spécialisée de catégorie B appartenant à Stingray Digital qui diffuse des vidéoclips des plus grandes stars à l'intention d'un jeune public, approuvés par les parents.

## Histoire
Après avoir obtenu sa licence auprès du CRTC en 2000 pour cinq services regroupés sous le nom de Music 5 (Pop, Dance, Urban, R&B et Hot Hits), Craig Media a signé une entente avec MTV Networks en août 2001 afin d'importer la marque MTV au Canada et a lancé le service Pop sous le nom de MTV2 Canada le 6 décembre 2001. Peu après son lancement, MTV Networks a pris des parts minoritaires dans le service. MTV2 diffusait généralement des vidéoclips de tous les genres.
CHUM Limited a annoncé le 12 avril 2004 son intention de faire l'acquisition de Craig Media pour 265 $ millions et la transaction a été complété le 1er décembre 2004. Après la conclusion de la vente, MTV Networks a choisi de mettre fin à son entente avec Craig en raison d'une clause dans le contrat et CHUM a dû payer $10 million en dommages et de racheter les parts minoritaires de MTV Networks dans le service.
MTV Canada est devenu Razer alors que MTV2 est devenu PunchMuch le 30 juin 2005, le spin-off de l'émission PunchMuch diffusée sur MuchMusic, qui diffuse de façon automatisée des vidéoclips de musique populaire sans pauses publicitaires. Les abonnés pouvaient voter pour un vidéoclip ou envoyer des messages qui sont affichés à l'écran en envoyant un texto à l'aide de leur téléphone cellulaire. Entre-temps, la marque MTV est revenue au Canada au mois de mars 2006 à la suite d'une entente avec CTVglobemedia, ainsi que la marque MTV2 en août 2008.
CTVglobemedia a fait l'acquisition de PunchMuch lors de son achat de CHUM Limited le 22 juin 2007. Bell Canada a fait l'acquisition de CTVglobemedia le 1er avril 2011 et a renommé la compagnie pour Bell Media.
Depuis le 31 août 2009, PunchMuch ainsi que MuchMoreRetro, MuchVibe et MuchLOUD sont diffusés sans pauses publicitaires.
PunchMuch a changé de nom pour Juicebox le 17 novembre 2011, laissant tomber le système interactif.
Le 21 juin 2016, Stingray Digital annonce avoir fait l'acquisition de MuchLoud, MuchRetro, MuchVibe et Juicebox,. La chaîne a adopté son nom actuel le 12 août 2016.

## Identité visuelle (logo)

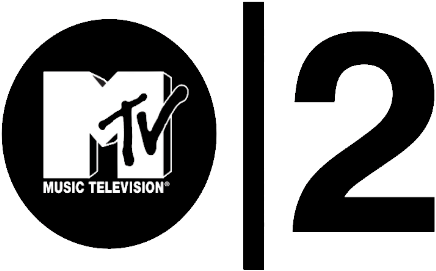
Logo de MTV2 Canada du 6 décembre 2001 au 30 juin 2005
Logo de PunchMuch du 30 juin 2005 au 17 novembre 2011
Logo de Juicebox du 17 novembre 2011 au 12 août 2016
Logo de Stingray Juicebox depuis le 12 août 2016